# Angico-vermelho
O angico-vermelho (Anadenanthera colubrina var. cebil (Griseb.) Altschul) é uma árvore da família Fabaceae, sub-família Mimosoideae.
Nomes populares: angico, angico-vermelho, angico-preto, angico-do-campo, arapiraca, curupaí, angico-de-casca

## Características gerais
O angico é uma árvore decídua, nativa, pioneira de médio à grande porte, mede cerca de 13 metros de altura podendo chegar à 20 metros. 
- Apresenta o tronco cilíndrico ou tortuoso com 40-60 cm de diâmetro, sua casca tem aspecto quase liso e claro até rugosa ou muito fissurada e escura.

- As folhas são compostas bipinadas (10-25 folíolos) e apresentam uma coloração verde escuro. [3]

- As flores são pequenas de cor amarela com manchas brancas. Floresce de setembro a novembro com a planta com poucas folhas.Flor de Angico-Vermelho

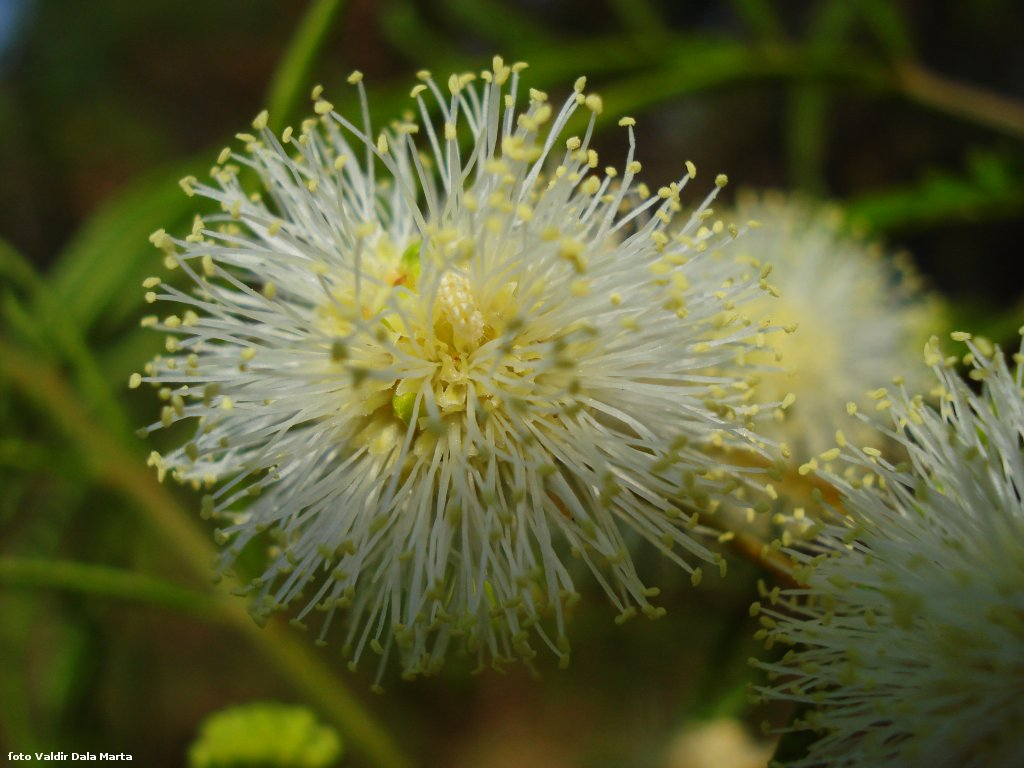
Flor de Angico-Vermelho

- Os frutos apresentam característica deiscente em forma de vargem  (12 a 15 cm de comprimento) contendo de 5 a 10 sementes, possui a superfície áspera de cor marrom. Amadurecem de agosto a novembro.Semente de Angico-Vermelho

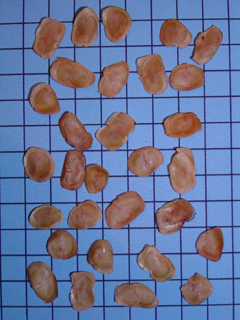
Semente de Angico-Vermelho

- Madeira muito pesada, densa, não elástica e de grande durabilidade.

## Lugares de Ocorrência
Região Nordeste (Bahia, Ceará, Paraíba, Pernambuco, Piauí, Rio Grande do Norte, Sergipe); Centro-Oeste (Distrito Federal, Goiás, Mato Grosso do Sul, Mato Grosso); Sudeste (Minas Gerais).

## Utilidades
Sua madeira é muito utilizada em construções civil e naval. A casca possui propriedades que permitiam ser utilizada por curtumes no tratamento de peles e couro. É uma planta ornamental pela sua vistosidade na época da florescência utilizada na arborização, além de ter crescimento rápido o que permite ser utilizada em reflorestamento e preservação de áreas degradadas. Na medicina natural; o chá da sua casca misturado com bastante açúcar e mel de abelhas, é altamente usado como expectorante para cura de gripes onde não há condições médicas. Sua resina é eficaz no tratamento de gripes e bronquites asmáticas; é também muito eficaz na mistura de chás antigripais principalmente em gripes alérgicas na mistura com mel de abelhas. Além de ser um grande descongestionante é também alimento de saguis (micos). Já encontrada à venda em alguns mercados e em loja de produtos naturais.

## Produção de Mudas
Quando ocorre a abertura espontânea dos frutos é a época certa para colher das sementes, 1kg corresponde a aproximadamente 7600 sementes. As sementes são colocadas para germinar em substrato organoarenoso, logo após serem colhidas. Devem ser irrigadas duas vezes ao dia e germinação é de 80%.